# Tritunggal Mulya
Tritunggal Mulya is een bestuurslaag in het regentschap Pringsewu van de provincie Lampung, Indonesië. Tritunggal Mulya telt 1871 inwoners (volkstelling 2010).